# Semele (roślina)
Semele Kunth – rodzaj roślin z rodziny szparagowatych. Obejmuje trzy gatunki występujące endemicznie na Wyspach Kanaryjskich i Maderze. Gatunek Semele androgyna uprawiany jest jako roślina ozdobna.
Nazwa naukowa rodzaju pochodzi od mitycznej Semele, córki Kadmosa, matki Dionizosa.

## Morfologia

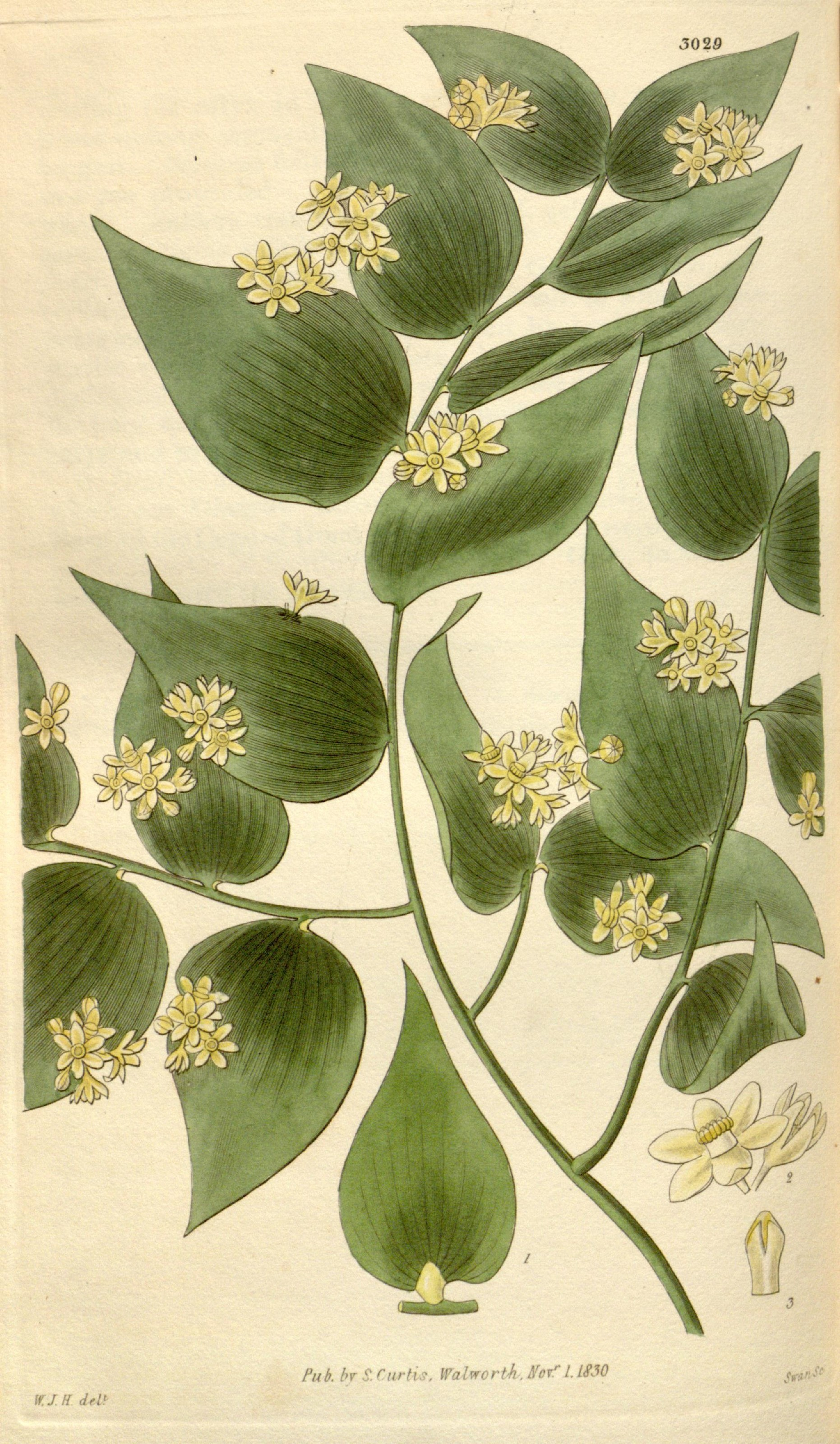
Semele androgyna

PokrójWiecznie zielone pnącza o zielonych pędach, osiągające wysokość 5–7, albo liany osiągające wysokość 20 metrów.
PędyPodziemne, krótkie kłącze. Główna oś łodygi rozgałęziająca się, wierzchołkowo wijąca. Odgałęzienia boczne jednokrotne, długości 90 cm. W górnym odcinku głównej osi łodygi oraz na odgałęzieniach bocznych wyrasta do 40 zielonych, lancetowatych do sercowato-jajowatych gałęziaków, typu fyllokladium, wielkości 2,5–7×1–5 cm, odwróconych do góry nogami, przypominających krótkoogonkowe liście.
LiścieZredukowane, jajowate, długości 4–8 mm, szybko usychające i opadające, skupione na bocznych odgałęzieniach, głównie wspierające gałęziaki. Liście właściwe, długoogonkowe występują wyłącznie u siewek oraz rzadko wyrastają bezpośrednio z kłącza.
KwiatyRośliny jednopienne. Kwiaty wyrastające w pęczkach we wcięciach na brzegach gałęziaków (przy czym gałęziaki, na których nie powstają kwiaty są całobrzegie), a w przypadku Semele gayae na ich powierzchni. Każdy kwiat wsparty jest kilkoma podsadkami. Szypułki członowane, u nasady okwiatu lub blisko niej. Okwiat gwiaździsty, sześciolistkowy, białawy do kremowego. Listki okwiatu częściowo zrośnięte na 1/3 długości. Sześć pręcików o nitkach zrośniętych ze sobą w rurkę, a ta zrośnięta z rurką okwiatu. Pylniki sąsiadujących pręcików wydają się być złączone, a każda para pylników osadzona jest na niepozornym łączniku. Pylniki pękają do góry.  Zalążnia kulistawa, trójkomorowa, z dwoma zalążkami w każdej komorze. Szyjka słupka wydłużona, zakończona trójsiecznym znamieniem o brodawkowatych łatkach. W kwiatach żeńskich pręcikowie jest wykształcone, lecz mniejsze i z niepękającymi pylnikami. W kwiatach męskich słupkowie jest szczątkowe. Ziarna pyłku o cienkiej egzynie, bezaperturowe.
OwocePomarańczowoczerwone jagody. Nasiona duże, kulistawe, jeśli występują pojedynczo, lub spłaszczone, twarde, białawe, z cienką łupiną. Bielmo nie magazynuje skrobi, lecz hemicelulozy, ziarno aleuronowe i tłuszcze.
Gatunki podobneOd innych przedstawicieli plemienia Rusceae odróżnia się pnącym pokrojem.

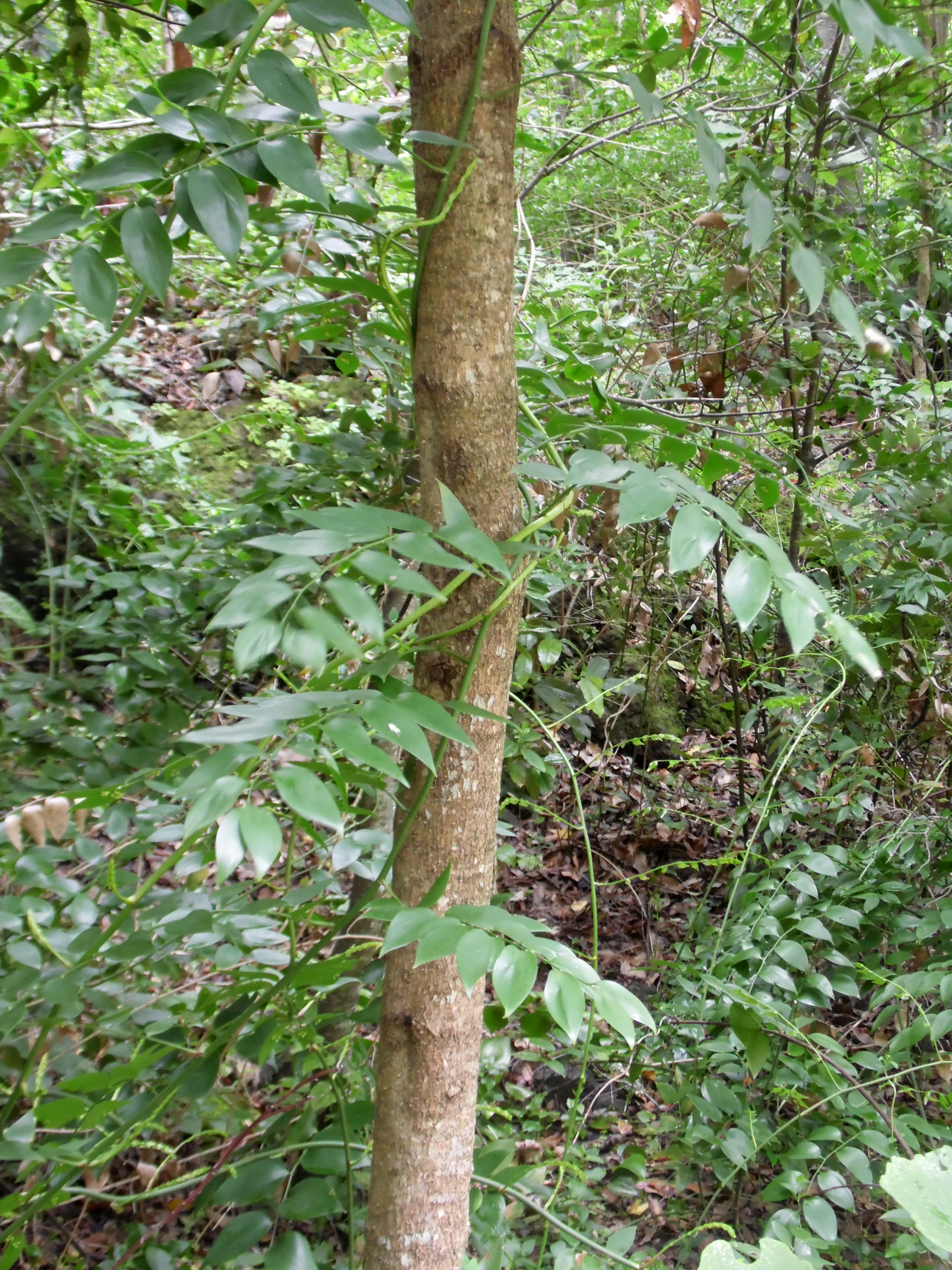
Semele gayae
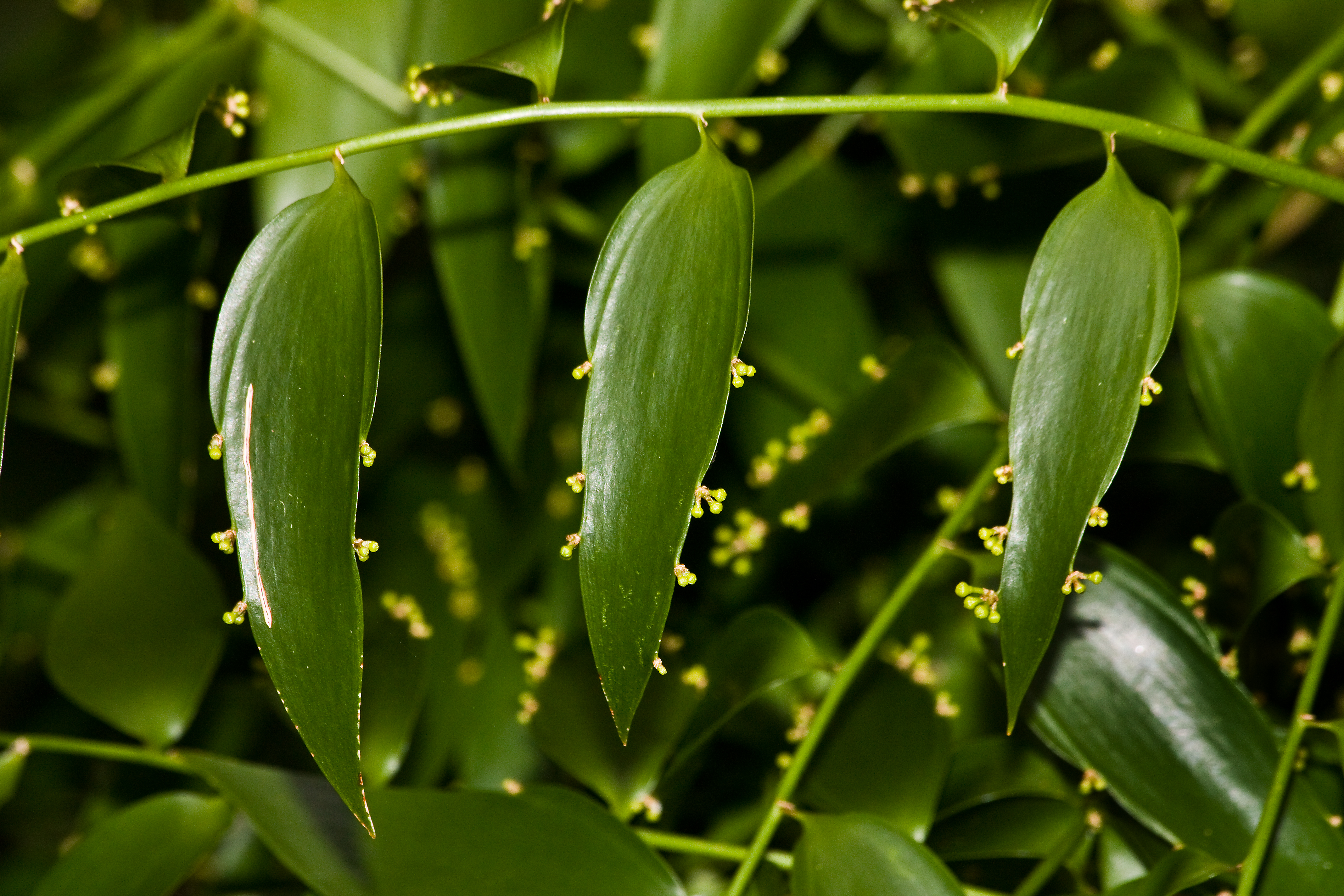
Pąki kwiatowe Semele androgyna
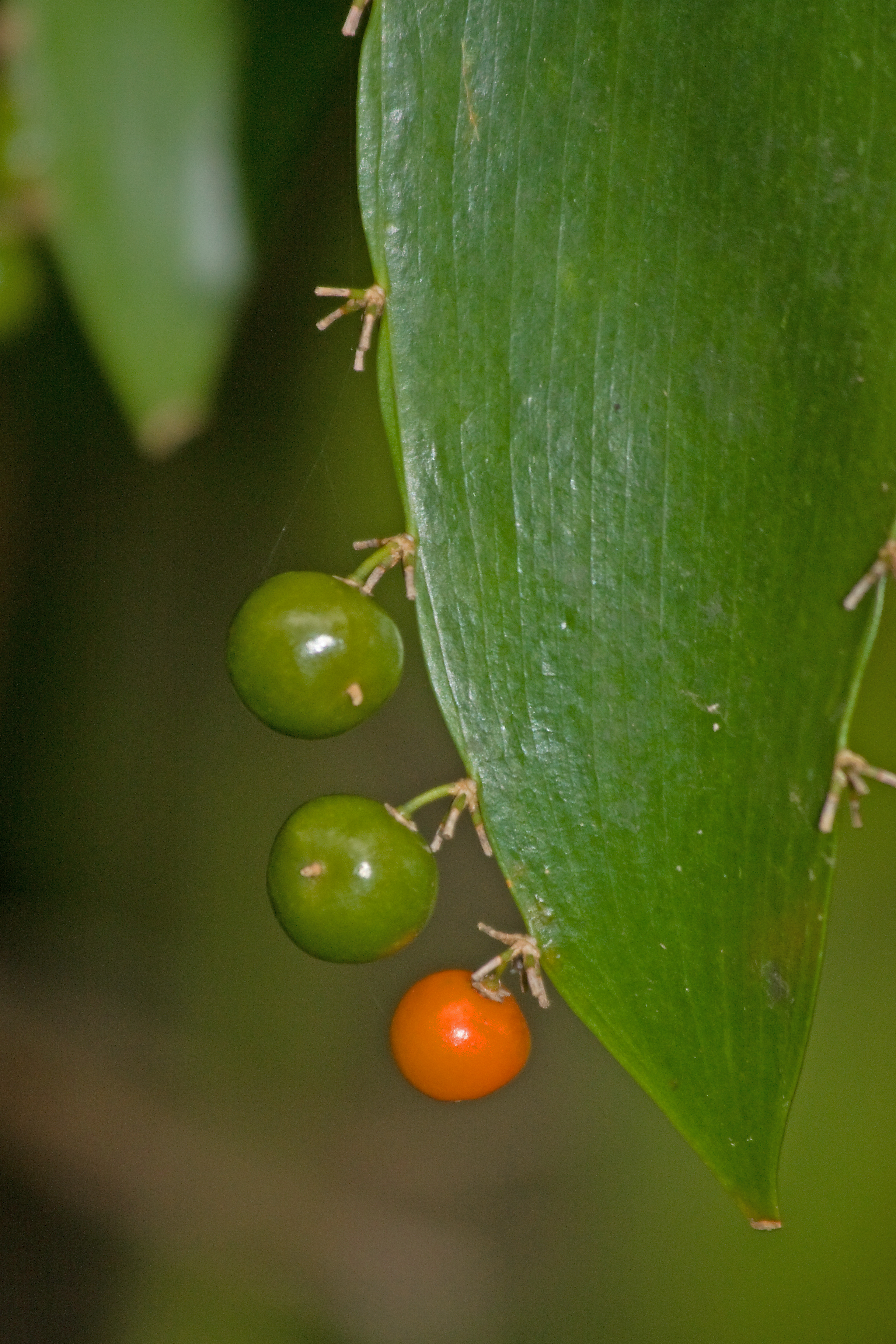
Jagody Semele androgyna

## Biologia i ekologia
RozwójWzrost nowych pędów rozpoczyna się wiosną. Kwiaty pojawiają się po 12 miesiącach. Owoce dojrzewają 9–12 miesięcy po zapyleniu kwiatów.
Wymagania siedliskoweSemele androgyna i S. menezesii zasiedlają makaronezyjskie lasy wawrzynolistne, głównie w skalistych, zalesionych wąwozach interioru. Na Maderze S. androgyna rozszerza zasięg na nizinne obszary suche. S. gayae jest endemitem Gran Canarii, gdzie występuje na klifach i zboczach w lasach reliktowych.
Cechy fitochemiczneW Semele androgyna zidentyfikowano obecność flawonoidów, flawonów i kwasów fenolowych.
GenetykaLiczba chromosomów 2n = 40. Kariotyp składa się z 6 dużych i 14 małych chromosomów submetacentrycznych.

## Systematyka
Pozycja systematyczna rodzajuRodzaj zaliczany do plemienia Rusceae  podrodziny Nolinoideae w rodzinie szparagowatych (Asparagaceae). Historycznie, na przykład w systemie Takhtajana z 1997 roku i systemie Kubitzkiego z 1998 roku, zaliczany do rodziny myszopłochowatych (Ruscaceae).
Wykaz gatunków
- Semele androgyna (L.) Kunth
- Semele gayae (Webb & Berthel.) Svent. & G.Kunkel
- Semele menezesii J.G.Costa

## Zagrożenie i ochrona
Gatunek Semele gayae ujęty jest na Czerwonej Liście Flory Naczyniowej Hiszpanii ze statusem narażony na wyginięcie.